# Traités de Bonne Correspondance
Vous lisez un « bon article » labellisé en 2014.
Les traités de Bonne Correspondance sont des accords établis sous l'Ancien Régime par les Basques de France et ceux d'Espagne, destinés à garantir la continuité de leurs relations économiques en dépit des guerres entre les deux pays.
Les premiers traités sont apparus à la fin du XIIIe siècle et sont demeurés d’usage jusqu’au début du XIXe siècle.
Ils font appel à un formalisme qui garantit la pluralité et la représentativité des acteurs et sont signés sur l'île des Faisans par les représentants de chacune des parties, sous le contrôle des plus hautes autorités de chacun des États, la France et l’Espagne.
D’autres exemples résultant du même pragmatisme économique perdurent encore de nos jours tout au long de la frontière entre l'Espagne et la France, le dernier datant de 1957 entre Vera de Bidassoa et Sare. D'autre part, d’autres peuples, tels les Lapons, font appel encore actuellement à la même logique pour se protéger des aléas politiques entre États.

## Histoire
Arthur de Boislisle  notait ainsi : « Vous savez combien il est difficile d'empêcher le peuple du Labourd de suivre ses anciens usages ; vous n'ignorez pas non plus, qu'à quelque prix que ce soit, les habitants des montagnes de France et d'Espagne veulent consacrer leur union que jamais les guerres les plus vives n'ont pu interrompre […] ».
Les premiers traités, dont le titre véritable est « traités de commerce ou de Bonne Correspondance entre les habitants du Gouvernement de Bayonne et du bailliage du Labourd et ceux des provinces du Guipuscoa et seigneurie de Biscaye », semblent dater de la fin du XIIIe siècle (1294) et du début du XIVe siècle (1306, 1309, 1311 et 1328), — à l'époque il s'agissait de régulariser la restitution de pinasses volées autant par des habitants de Bayonne ou de Biarritz que par ceux de Santander ou de Castro-Urdiales. Néanmoins, les traités les plus nombreux datent du XVIIe siècle. M. Habasque et l'intendant de Bezons font respectivement remonter l'origine de ces traités à 1625 et 1653,.
Les archives municipales de Bayonne gardent la trace des traités du 17 octobre 1536, 30 septembre 1537, 23 décembre 1652, 20 décembre 1653, 13 décembre 1654, 1667, 1675 et 1690. Les archives de Saint-Jean-de-Luz font, quant à elles, mention du traité de 1719.
À la suite de l'alliance des Bourbons de France et d'Espagne au XVIIIe siècle, ces traités perdront de leur utilité. Au cours de ce siècle, notons le traité de 1719, établi lors de la guerre que le Régent mène contre Philippe V et celui de 1795, durant l'occupation du Guipuscoa par les troupes du Directoire, conclu avec la Biscaye.
Enfin, dernière illustration de ces traités, Napoléon autorise, en 1808, Bayonne à ravitailler Irun, autorisation qu'il étend en 1810 à tout le Guipuscoa et à la Biscaye.

## Portée
Les traités concernent les activités commerciales et pastorales des parties française et espagnole du Pays basque. Ainsi les archives départementales des Pyrénées-Atlantiques notent-elles que : « Le Labourd confinant à l'Espagne par la fameuse montagne du Montdarain à Itxassou, par Sare et le pas de Béhobie, les habitants mènent pacager leurs troupeaux sur les montagnes d'Espagne, qui ne sont pas sujettes aux mouches comme les nôtres et à leur tour, les Espagnols conduisent leurs troupeaux sur nos montagnes où il y a moins de neige. Il y a entre eux des traités secrets et pour qu'on ne s'en doute pas, ils s'enlèvent de temps en temps, des bestiaux et cette prétendue guerre finit, lorsque les prises de part et d'autre se trouvent égales […] ».
Nonobstant ces réalités pastorales, l'objet véritable de ces traités est de régler les rapports et échanges maritimes entre Bayonne, le Labourd, le Guipuscoa et la Biscaye, dans le but de faire prospérer les ports, faisant suite par exemple, aux accords permettant aux bateaux labourdins de venir hiverner dans les ports basques espagnols, notamment celui de Pasajes, compte tenu de l’insuffisance des abris dans les ports français ou anglais (Bayonne). La collaboration interrégionale est en effet mise à mal par la survenue de guerres, permettant en particulier l'activité des corsaires.
Les denrées et marchandises suivantes font communément l'objet des traités :
- toutes catégories de légumes et de céréales panifiables telles que le froment, le seigle et l'orge ;
- des poissons conservés (morue sèche et verte, chair et graisse de baleines, poissons au vinaigre ou escabetche) ;
- des animaux de boucherie tels que bœufs, moutons et porcs ;
- des produits manufacturés (ou petrecheries) tels que bray, résine, goudron, suif, cordages, « chanvre des Ollones et des noyales[Note 2] sauf et excepté les canons, poudre, mèches, balles et toute autre sorte d'armes, qui seront prohibées de part et d'autre [...] ».

Les traités stipulent couramment que « les bateaux pourront réciproquement utiliser les ports et y rester tout le temps nécessaire pour se ravitailler et réparer leurs avaries sans être saisis ni capturés, à condition qu'ils soient munis de sauf-conduits, délivrés par le gouverneur militaire de Bayonne, pour les bateaux espagnols et par les gouverneurs généraux de Biscaye et du Guipuscoa pour les bateaux français […] ».
L'un de ces traités, datant de 1719, ouvre la voie à des notions qui seront retenues par le droit maritime actuel. Il fixe en effet à « quatre lieues à partir des côtes l'étendue de la mer territoriale qui forme un prolongement fictif du territoire national ». Il indique pareillement qu'« aucun acte de guerre ne pourra avoir lieu dans cette zone […] » et que « si deux navires ennemis se rencontrent dans le même port, l'un ne pourra en sortir que vingt-quatre heures après l'autre […] ».

## Formalisme

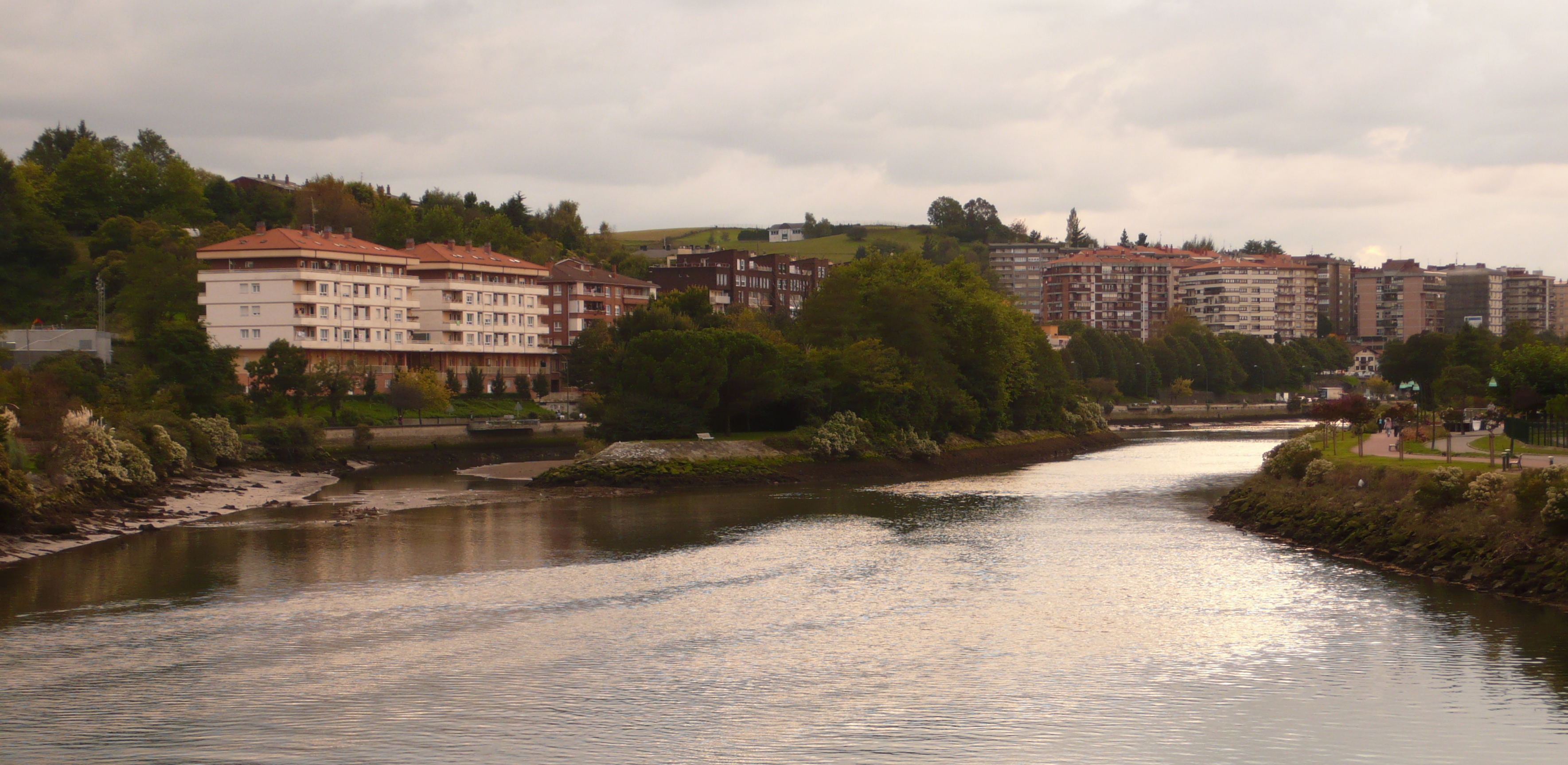
L'île des Faisans vue depuis le pont international sur la Bidassoa. À gauche Irun, Espagne ; à droite Hendaye, France.

Ces traités devaient obligatoirement rassembler les quatre représentations traditionnelles, Labourd et Bayonne d'une part et Guipuscoa et Biscaye d'autre part. En juillet 1694, la ville de Bayonne refusa par exemple d'établir un traité de Bonne Correspondance avec la seule Biscaye.

Les traités, qui peu ou prou suivent la structure de l'accord de 1653, contiennent douze articles — ceux de 1536-1537 n'en présentent que neuf. Après quatre premiers articles énonçant certaines dispositions générales, les conventions de commerce et de navigation proprement dites, sont abordées, avec en particulier l'établissement d'un passeport qui « légitime le voyage et met navire et marchandises à l’abri des prises ». 

« tous navires […] qui navigueront en marchandises ne pourront estre pris par aucun sujet des roys de France et d’Espagne pourvu qu’ils soient munis de passeport […]. »

L'article 7 va encore plus loin, puisqu'il exclut des navires basques du statut de « bonne prise » reconnu aux navires corsaires : 

« En cas qu’en préjudice du présent traité aucuns des sujets des roys de France et d’Espagne tiennent à faire quelques prises des vaisseaux ou marchandises à ceux compris audit traité et qu’il arrive que les prises soient conduites soit au port dudit gouvernement ou la dite province ou quelques autres ports de France et d’Espagne […] les habitants seront respectivement obligez de faire les diligences requises […] pour faire restituer lesdits vaisseaux et marchandises — l’article 7 insiste alors sur le fait que seuls les navires basques sont concernés — […] lesquels autres ne jouiront point de cette liberté […]. »

La conclusion de ces traités est menée à bien par des députés de chaque province intéressée. Le biltzar possède la prérogative de nommer les délégués du Labourd. Les délégués de Bayonne sont élus par le « Corps de Ville ». Les rivalités récurrentes de préséance entre les représentants du Labourd et de Bayonne, amenèrent le roi à résoudre le conflit en imposant la procédure toute diplomatique suivante : les délégués de Bayonne discutent d'abord avec les représentants des deux provinces espagnoles et le lendemain, les Labourdins entreprennent leurs pourparlers avec ces mêmes délégués d'Espagne. Mais bien que discutés à des jours différents, les divers traités portent la même date (« des traités séparés qui ne seront néanmoins que mesme jour »), ceci afin de ménager la susceptibilité des Labourdins, désavantagés par l'ordre de préséance accordé aux Bayonnais.
À la date fixée, les délégués des quatre représentations se rencontrent sur l'île des Faisans, ou île de la Conférence. Un notaire ayant assisté aux négociations séparées, rédige alors l'acte et en remet un exemplaire à chacune des délégations.
S'il semble que ces traités soient négociés directement entre des députés de provinces du Pays basque appartenant à deux pays différents, en l'absence de tout représentant de l'autorité royale, il faut néanmoins noter que cette liberté n'est qu'apparente. En effet, le roi de France accorde une autorisation préalable,. En outre, le roi entend confirmer expressément chacun des traités, comme en témoignent les documents conservés par les archives de Bayonne,. Le 20 septembre 1694, le duc de Grammont représente « à Bayonne la ratification du Traité de Correspondance fait par le Roy entre le gouverneur de Bayonne, le syndic du Labourd, la province du Guipuzcoa et la seigneurie de Biscaye ». Il en est de même pour la partie espagnole puisque l'article 12 du traité de 1653 prévoit qu'« il sera réciproquement ratifié par Leurs Majestés Très Chrétiennes et Très Catholiques » et enregistré dans les « Admirautez de France et dans celles d'Espagne ».
Les plaintes et réclamations résultant de l'application de ces traités devaient être jugées dans un délai de deux mois, par les « Alcades y Corregidores » — les maires et les procureurs — ordinaires de Biscaye ou du Guipuscoa, côté espagnol, ou par les « maires, échevins et conseils de Bayonne, par le bailli de Labourd ou le bayle de Saint-Jean-de-Luz », pour la partie française.
Ces traités permirent aux Français et Espagnols de commercer légalement durant l'Ancien Régime, en dépit des guerres opposant les deux pays. Des lettres patentes de Louis XIII, conservées par les archives municipales de Saint-Jean-de-Luz et datées du 10 août 1625, autorisent par exemple les habitants de la côte de Hendaye à Capbreton à débiter leurs poissons en Espagne malgré un récent édit empêchant les relations commerciales entre les deux pays « pourvu néanmoins qu'en allant à la pêche ils ne mènent aucune denrée ou marchandise de ce Royaume en Espagne ny pareillement à leur retour d'Espagne à ce Royaume [...] ».

## Traités similaires

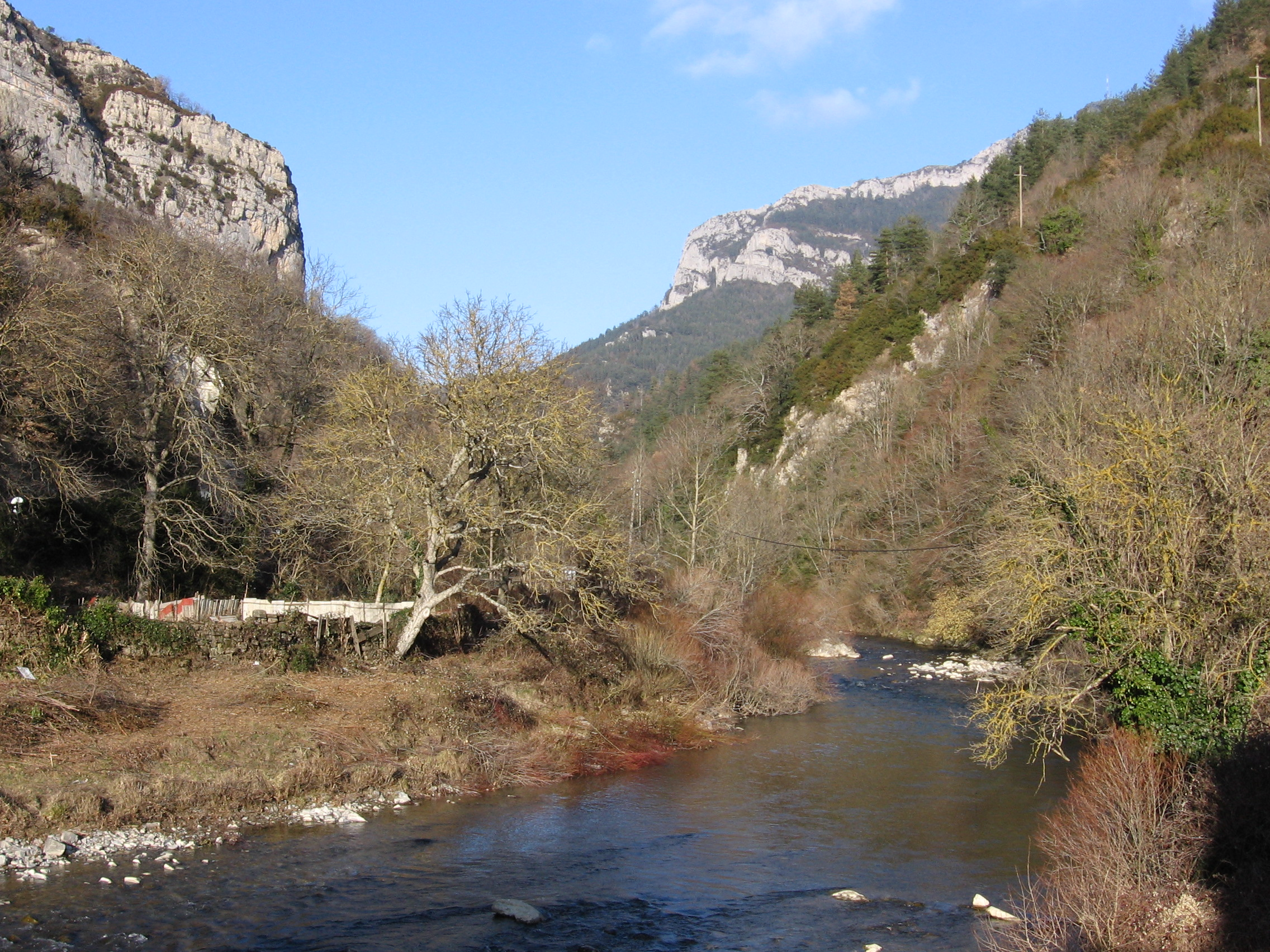
La vallée de Roncal près d'Urzainqui.

On retrouve la capacité de signer de tels traités transfrontaliers plus à l'est, sur la frontière franco-espagnole, puisque les Béarnais possédaient, selon Léon Cadier cette même faculté, également attribuée par les fueros du val d'Aran à ses habitants,. De même il faut citer le traité rapprochant les habitants de la vallée de Barétous et ceux de la vallée de Roncal, sous le nom de junte de Roncal, perpétuant encore de nos jours la dépendance pastorale existant des deux côtés des Pyrénées. Le traité de la Vesiau ou du port d'Astun, est établi entre la commune aragonaise de Jaca et les communes Etsaut, Urdos, et Cette-Eygun en haute vallée d'Aspe.
Caroline Lugat rapproche ces traités, « dans leur esprit et contenu avec les traités de lies et passeries passés entre les vallées pyrénéennes lors des guerres franco-espagnoles ». Le traité de Bayonne reconnait la survivance de ces traités comme faisant partie d’un droit pastoral coutumier. Le dernier traité date du 3 novembre 1957, entre Vera de Bidassoa et Sare.
Étienne Dravasa note que les Lapons passent encore de nos jours avec la Suède, la Norvège et la Finlande des accords qui leur garantissent l'accès à des pâturages, accords restant valables même en cas de guerre entre les trois États.

## Pour approfondir